# Transbrasil
Transbrasil est une ancienne compagnie aérienne brésilienne qui a cessé ses opérations en décembre 2001. Pendant la majeure partie de son histoire, Transbrasil est détenue par un entrepreneur local, Omar Fontana. Ses avions arborent généralement ne livrée colorée, notamment avec un arc-en-ciel sur le dérive. La base Transbrasil est l'aéroport international Presidente Juscelino Kubitschek à Brasilia. Depuis des années 1970 jusqu'à sa disparition fin 2001, Transbrasil est la troisième plus grande compagnie brésilienne après la Varig et Viação Aérea São Paulo (VASP), opérant à la fois sur des routes intérieures et internationales.

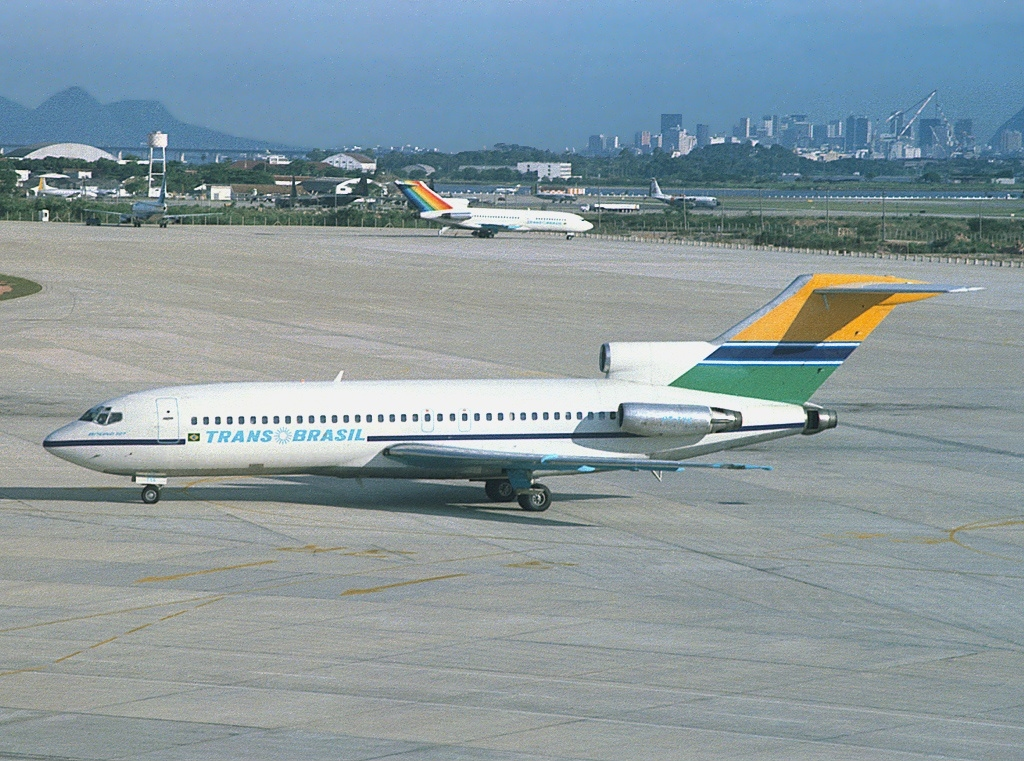
Boeing 727 de Transbrasil en 1984